# تپه دیمه میل
تپه دیمه میل مربوط به دوران پیش از تاریخ ایران باستان است و در شهرستان ممسنی، روستای آهنگری واقع شده و این اثر در تاریخ ۱۶ مهر ۱۳۷۹ با شمارهٔ ثبت ۲۷۸۹ به‌عنوان یکی از آثار ملی ایران به ثبت رسیده است.